# Granica katarsko-saudyjska
Granica katarsko-saudyjska – granica międzypaństwowa dzieląca terytoria Kataru i Arabii Saudyjskiej, ciągnąca się na długości 60 km. Granica biegnie u podstawy półwyspu Katar, bierze początek nad Zatoką Salwa (Dauhat as-Salwa), biegnie łukiem  w kierunku południowo-wschodnim i dochodzi do zatoki Chaur al-Udajd.
Granica została ustalona w 1965 roku. Obecny przebieg granicy został uregulowany w 2001 roku.